# ألان فاينبيرغ
ألان فاينبيرغ (بالإنجليزية: Alan Feinberg)‏ هو عازف بيانو أمريكي، ولد في 15 يونيو 1950.

## وصلات خارجية
- ألان فاينبيرغ على موقع ميوزك برينز (الإنجليزية)
- ألان فاينبيرغ على موقع أول ميوزيك (الإنجليزية)
- ألان فاينبيرغ على موقع ديسكوغز (الإنجليزية)